# Élections territoriales polynésiennes de 2008
Les élections territoriales polynésiennes de 2008 se déroulent les 27 janvier et 10 février 2008 en Polynésie française afin d'élire les 57 représentants à l'Assemblée de la Polynésie française.
Il s'agit d'une élection anticipée pour résoudre la crise politique due à l'élection précédente en élisant l'Assemblée de la Polynésie française.
L'alliance O Porinetia To Tatou Ai'a remporte 27 représentants, l'Union pour la démocratie 20 et le parti orange de Gaston Flosse 10.

## Résultats
|       | O Porinetia To Tatou Ai'a             | 55 227  | 41,19 | 23 | Nv.           |  |  |  |
|       | Tavini huiraatira                     | 48 403  | 36,10 | 19 | 9             |  |  |  |
|       | Tahoeraa huiraatira                   | 23 021  | 17,17 | 10 | 17            |  |  |  |
|       | Te Henua Enata a Tu                   | 2 773   | 2,07  | 2  | -             |  |  |  |
|       | Te Niu Hau Manahune                   | 2 502   | 1,87  | 2  | -             |  |  |  |
|       | Tapura Amui No Te Faatereraa Manahune | 1 448   | 1,08  | 1  | -             |  |  |  |
|       | Te Henua Enana Kotoa                  | 497     | 0,37  | 0  | -             |  |  |  |
|       | Te Ao Hou No Oe                       | 171     | 0,13  | 0  | -             |  |  |  |
|       | Te Ati o Te Henau Enana               | 44      | 0,03  | 0  |               |  |  |  |
|       |                                       |         |       |    |               |  |  |  |
| Total | Total                                 | 134 086 | 100   | 57 | en stagnation |  |  |  |